# Jailén Peguero
Jailén Manuel Peguero Lorenzo (nacido el 4 de enero de 1981 en Azua) es un lanzador relevista dominicano de Grandes Ligas que se encuentra en la organización de los Astros de Houston. Su tío, León Peguero, fue un jugador de ligas menores en la organización de los Yankees.

## Grandes Ligas

### Arizona Diamondbacks
Fue llamado por los Diamondbacks de Arizona desde Triple-A por primera vez  el 8 de junio de 2007, cuando el relevista Brandon Medders fue enviado al equipo Tucson Sidewinders. Hizo su debut en Grandes Ligas ese día en el noveno inning en una derrota 10-3 de los Medias Rojas de Boston, retirando a los únicos tres bateadores que enfrentó, Jason Varitek, Coco Crisp,  y Doug Mirabelli.
El 19 de marzo de 2009, Peguero fue liberado por los Diamondbacks.

### Los Angeles Angels of Anaheim
Peguero firmó un contrato de ligas menores con los Angelinos de Anaheim antes del comienzo de la temporada 2009. El 19 de mayo de 2009, Peguero fue liberado por la organización de los Angelinos,  como miembro del equipo de Triple-A, Salt Lake Bees. Peguero apareció en 16 juegos para Salt Lake Bees en 2009, terminó con un récord de 0-1 con una efectividad de 9.98 con un salvamento y 15  ponches.

### Texas Rangers
El 15 de agosto de 2009, Peguero firmó un contrato de ligas menores con los Rangers de Texas.

### Houston Astros
El 5 de diciembre de 2010, peguero firmó un contrato de ligas menores con los Astros de Houston.

## Liga Mexicana
En 2009, Peguero firmó con los Rojos del Águila de Veracruz en el béisbol mexicano, fue liberado poco después. El 8 de abril de 2011, Peguero volvió a firmar con Águila de Veracruz para sustituir al venezolano Ramón Castro en el roster del equipo.
Luego de ser campeón con los rojos es intercambiado a los Pericos de Puebla, donde debutó con los de la Angelópolis en la temporada 2013, cumpliendo buenas actuaciones en el roster de Alfonso "Houston" Jiménez. El 13 de febrero de 2014, se anuncia su llegada a los Leones de Yucatán para reforzar el personal de pitcheo de los selváticos.

## Equipos
| Equipo                       | País           | Año        |
| ---------------------------- | -------------- | ---------- |
| Diamondbacks de Arizona      | Estados Unidos | 2007-2009  |
| Angelinos de Anaheim         | Estados Unidos | 2009       |
| Texas Rangers                | Estados Unidos | 2009       |
| Astros de Houston            | Estados Unidos | 2010       |
| Rojos del Águila de Veracruz | México         | 2009- 2012 |
| Pericos de Puebla            | México         | 2013       |
| Leones de Yucatán            | México         | 2014       |